# 做半段
做半段（平話字：có̤ buáng-dâung，也写作训读字：做普渡）是中国福建福州一带与中元节相关的民俗，是福州族群的特有习俗，有时也是福州中元节的代名词，其举行时间多在农历七月十五中元节之后，一直延续到春节前夕，目的是为了庆祝丰收和祭祀祖先，主要流行于闽江下游一带的农村中。做半段的活动往往是由宴会和祭祖组成的，它在福州的重要程度甚至不亚于春节、中秋和端午等传统节日。

## 起源和庆典
做半段的习俗源自于福州人庆祝丰收和祭祖，是由古代的“郊社”演变而来的，其时段多为每年中元节之后，这正好是在每年夏收夏种或者秋收秋种结束后的农闲期间，农村也会在此时庆祝各村祖先的神诞，以祭田仪式来酬谢司土地的神明，以祭祖仪式来纪念开基辟土的祖先，同时也庆祝丰收。“做半段”是闽语福州话中的一个词汇，“半段”意即“半丈”，乃表示农历的一年已度过一半，而福州话中也说成“做半旦”。因为“半丈”的双关含义又为“五尺”，而福州话中的“五尺”与“有啜”（意即“有喝、有酒喝”）谐音，因而包含有酒宴吃的意思。各地做半段的时间往往不同，如福州鼓岭在农历七月初七做半段，仓山区的义序则在八月初四，城门镇是八月初八，淮安又选在九月十五。
做半段前，东道主会四处邀请客人参加，而村与村之间常会互相邀请。做半段的仪式程序常为当天上午在厅堂摆设祭礼，并燃烛、放炮、烧金以祭祀地主和神祇，午后开始举行酒宴，并同样以燃烛、放炮、烧金祭祀神灵。做半段的庆典往往非常隆重，各个村庄会轮流举办盛大宴会、款待亲朋好友，还会延请闽剧戏班唱戏，或请评话、伬唱艺人前往表演，场面热闹非常，而家族祭祖活动又会结合于其中，祭祖以摆设供品、焚烧纸衣的方式进行，以供祖先灵魂享用。

## 民间俗语
福州关于做半段有不少民间俗语，“七月半，做半段”是常见的俗语，而闽侯县的上街镇还有“九月起，不买米”的说法。

## 社会影响
做半段是以庆丰收、祭祖先为目的，同时也能加强福州各地村庄之间的联谊，也是增进亲友之间感情的社会活动。但也有人指出做半段的酒宴往往倾向于互相攀比，一些村庄每年在做半段的投入至少都在一百万元以上，宴席奢华昂贵，有铺张浪费之嫌，而做半段过程也经常带来赌博和酒后滋事等社会问题。做半段时也是当地酒后驾车、无证驾驶等交通违规行为的多发期。近年来有些地区已经开始控制做半段的规模，还有提倡将资金用于村庄公益事业等做法。